# Eugenio Folcini
Eugenio José Folcini fue un economista argentino que se desempeñó como ministro de Hacienda de la Nación Argentina y, en simultáneo, como presidente del Banco Central de la República Argentina, durante la presidencia de facto de Eduardo Lonardi.

## Biografía
Nació en 1898.
Estudió en la Facultad de Ciencias Económicas de la Universidad de Buenos Aires, egresando en 1922. En dicha facultad, dictó un curso de seminario durante varios años.
Trabajó primero en el sector privado, y luego como funcionario del Banco Central entre 1933 y 1955, ocupando allí distintos cargos, entre ellos el de jefe del departamento de finanzas.
Tras el golpe de Estado de la autodenominada Revolución Libertadora, Lonardi lo designó ministro de hacienda y presidente del Banco Central. Junto con Raúl Prebisch, fue encargado de elaborar un diagnóstico de la situación y un plan económico para la dictadura, presentado ante Pedro Eugenio Aramburu en enero de 1956.
Su hijo Enrique, fue presidente del Banco Central en 1990.